# Valérie Archeno
Valérie Archeno> est une photographe et réalisatrice française . Elle vit et travaille à Paris.

## Style
Son travail personnel se caractérise par un recours fréquent à des mises en scène et par un usage systématique du flash. Ses sujets, souvent jeunes, sont transportés dans un univers mythologique, nocturne, étrange et inquiétant. À leur propos, l'historien de la photographie Michel Poivert écrit : « Ces êtres-là, souvent jeunes et beaux, comme le sont les figures mythologiques, pourraient venir d'Ailleurs. Mais ce ne sont pas des extra-terrestres, ils sont bien issus de notre monde, de nos contes enfantins et de nos rêves, ce sont des intra-terrestres. »
Elle étudie à l'Efet (École photo et Formation à la Photographie) en 1991 (Paris) sous l'enseignement d'Hervé Le Goff. Après plusieurs séries de reportages à l'étranger (Niger, Bénin, Roumanie) elle revient à Paris où elle devient assistante de plusieurs photographes. Pendant quatre ans, elle travaille aux côtés de Sarah Moon.

## Collaborations et portraits
Très proche du milieu musical, elle réalise les portraits de nombreux artistes (Dominique A, Nosfell, Vanessa Paradis, Jean-Louis Aubert, JP Nataf, Bastien Lallemant, Jeanne Cherhal, Lulu Gainsbourg, Izia, Archimède) et réalise les couvertures des albums  de Bertrand Belin (Bertrand Belin, 2005 ; La Perdue, 2007), Philippe Katerine (Robot après tout, 2008), Jacques Higelin (Beau repaire, 2013), David Courtin (Volupté des accointances, 2016 ; Tout est vrai, 2023), Fiodor dream dog...
Ses portraits sont régulièrement publiés dans la presse (Télérama, Le Monde, Tsugi...),

## Expositions et récompenses
- 2017 : La nuit Saint Georges, exposition collective en appartement
- 2015 : IMAGO, exposition personnelle à la galerie Laureen Thomas
- 2015 : Poses & Play, exposition collective à la Art-Brasserie, centre d'art Nord Pas de Calais
- 2013 : Paris-Photo, Grand Palais stand SFR
- 2013 : Adolescence critique, galerie le Bleu Du Ciel Lyon, commissariat Michel Poivert
- 2013 : Tits and Ass, exposition collective à la Galerie Superette (Paris)
- 2013 : Centre d’Art Albert Chanot de Clamart, commissariat Gurwann Tran Van Gie
- 2013 :  Maison Européenne de la photographie, exposition collective pour les dix ans du magazine Images[9]
- 2012 : Paris Photo, Grand Palais lauréate du prix SFR Jeunes talents[10]
- 2012 : Parcours d’art contemporain du 19e - Paris
- 2010 : 10e bourse du talent photographie.com
- 2009 : Art Protect – Galerie Yvon Lambert Paris
- 2009 : Pol/A – Galerie Nivet Carzon, Paris
- 2009 : Exposition collective – Kiosque Image Galerie, Paris
- 2006 : Héméralopie / Hemeralopia - No Good Galerie, Paris
- 2004 : Solitudes, Galerie Like 76 - Paris
- 2002 : Nanographie à la Nanogalerie, Emmanuel Perrotin - Paris
- 2001 : Sous-vides, Espace Kiron, Paris, 2001.
- 2000 : Prothèses, galerie Madé, Paris.

## Publications
- ÉPANOUIES - être femme sans être mère aux éditions Hors d'atteinte, 2025
- Till, livre pour enfants (avec Bertrand Belin), Actes Sud, 2014.
- Ma cuisine homosexuelle (avec David Courtin), Des ailes sur un tracteur, 2012[11]
- Ma cuisine lesbienne (avec OcéaneRosemarie), Des ailes sur un tracteur, 2012
- Guide du mariage Homo (avec OcéaneRosemarie et David Courtin), La Martinière 2013